# Haute couture

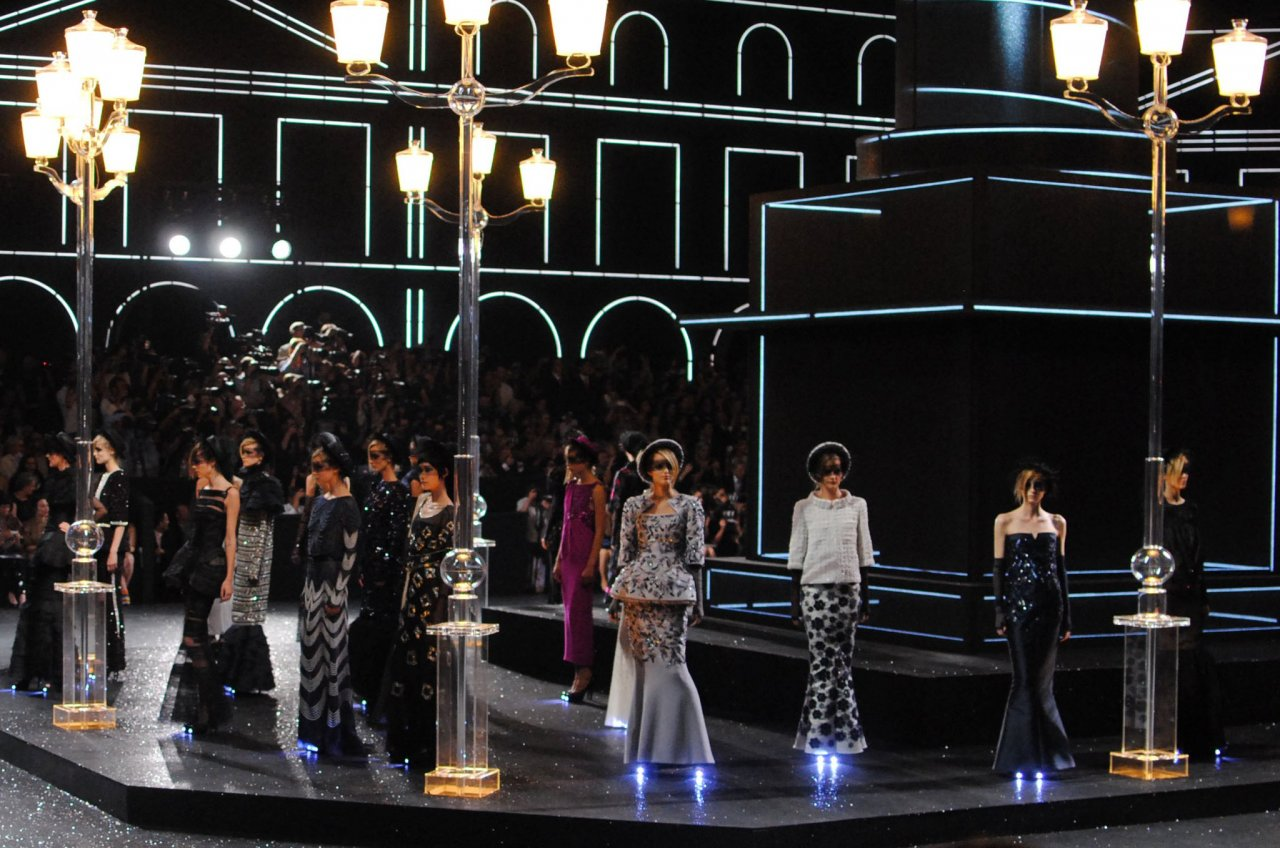
Haute couture ruhadarabok bemutatója – Chanel 2011–2012 téli kollekció

Az haute couture (kiejtése: ot kuˈtyʁ) (francia kifejezés, szó szerinti fordításban: „magas szabászat”, értelem szerint: magas színvonalú, nemes kivitelű ruhakészítés) az exkluzív, egyedi gyártású divatcikkekre vonatkozik. Eredetileg az angol Charles Frederick Worth munkáit nevezték így, aki a 19. század közepének Párizsában alkotott. A jelenkori Franciaországban az haute couture védett névnek számít, amit csak bizonyos jól meghatározott követelményeknek megfelelő divatházak használhatnak. Azonban a kifejezést általánosabban is használják mindenféle különleges, egyedileg gyártott divatos ruhára, akár Párizsban, akár a divat többi fővárosában (pl. Milánó, Tokió, New York, Róma, London) készültek. Az haute couture-t mindig egy-egy vásárló megrendelésére készítik, és csaknem mindig kiváló minőségű, drága anyagokból, különleges figyelemmel készül, gyakran időigényes kézimunkával.

## Történet

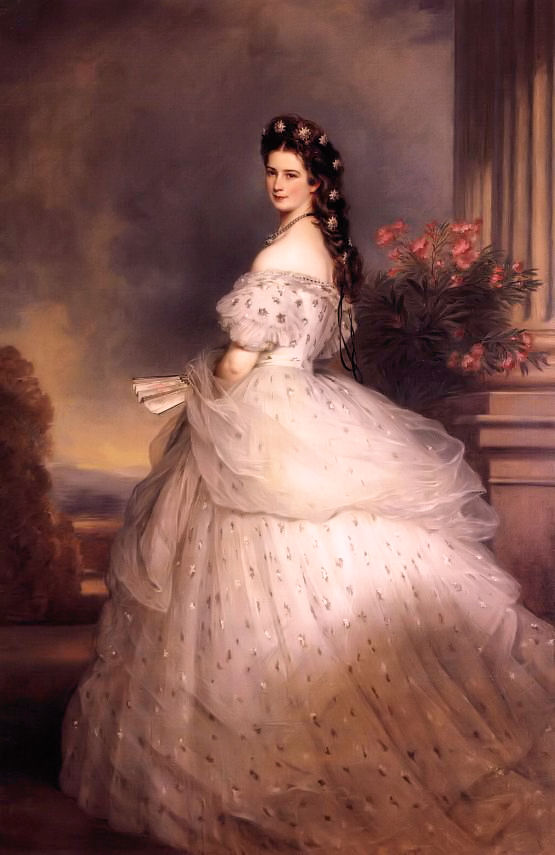
Franz Xaver Winterhalter képe: Sissy császárné Worth-ruhában

Már a 17. században találkozhatunk az Haute couture kifejezéssel, Rose Bertin volt Marie Antoinette királyné divattervezője, akit Divatminiszternek is neveztek, arról volt híres, hogy hivalkodó, színes, gazdag díszítésű ruhákat készített, amelyekben a hölgyek kitűnhettek. Nagy mértékben hozzájárult, hogy Franciaország divatközponttá vált.
A 18. században a versailles-i udvar művészetéről, építészetéről, zenéiről, divatjáról vált híressé, Európa-szerte utánozták a francia stílust, így tovább nőtt befolyása vezető és központi szerepe.
A vasút és a gőzhajók elterjedésével egyre könnyebb lett Európán belül utazni, s a gazdag nők párizsi utazása, egy ruha vagy kiegészítő vásárlása kedvéért egyre gyakoribbá vált. Charles Frederick Worth (1825. október 13. – 1895. március 10.) tekinthető az haute couture atyjának.
A szabó a díszítés művészévé vált: ő a divattervező. Miközben terveket készített, hogy örömet szerezzen egy-egy gazdag ügyfelének, amelyeket élő modellen mutattak be, a kliensek kiválasztották a modellt, színt, szövetet és a Worth-házban saját méretükre szabott ruhadarabot készítettek.

## Követelmények
Ahhoz, hogy Franciaországban egy divatház reklámkampányaiban hivatalosan is használhassa az haute couture kifejezést, és megkapja a couture ház címet, a következő fontos követelményeknek kell megfelelnie:
- Privát ügyfelek számára megrendelésre gyártott, egyedi darabokat kínál.
- Párizsban saját szabászatot működtet, amely legalább 20 alkalmazottat foglalkoztat, teljes munkaidőben.
- Minden évadban két alkalommal, januárban és júliusban, bemutat egy mind a nappali, mind az esti viseletben minimum 50 új és eredeti darabból álló kollekciót a párizsi közönségnek.[4]

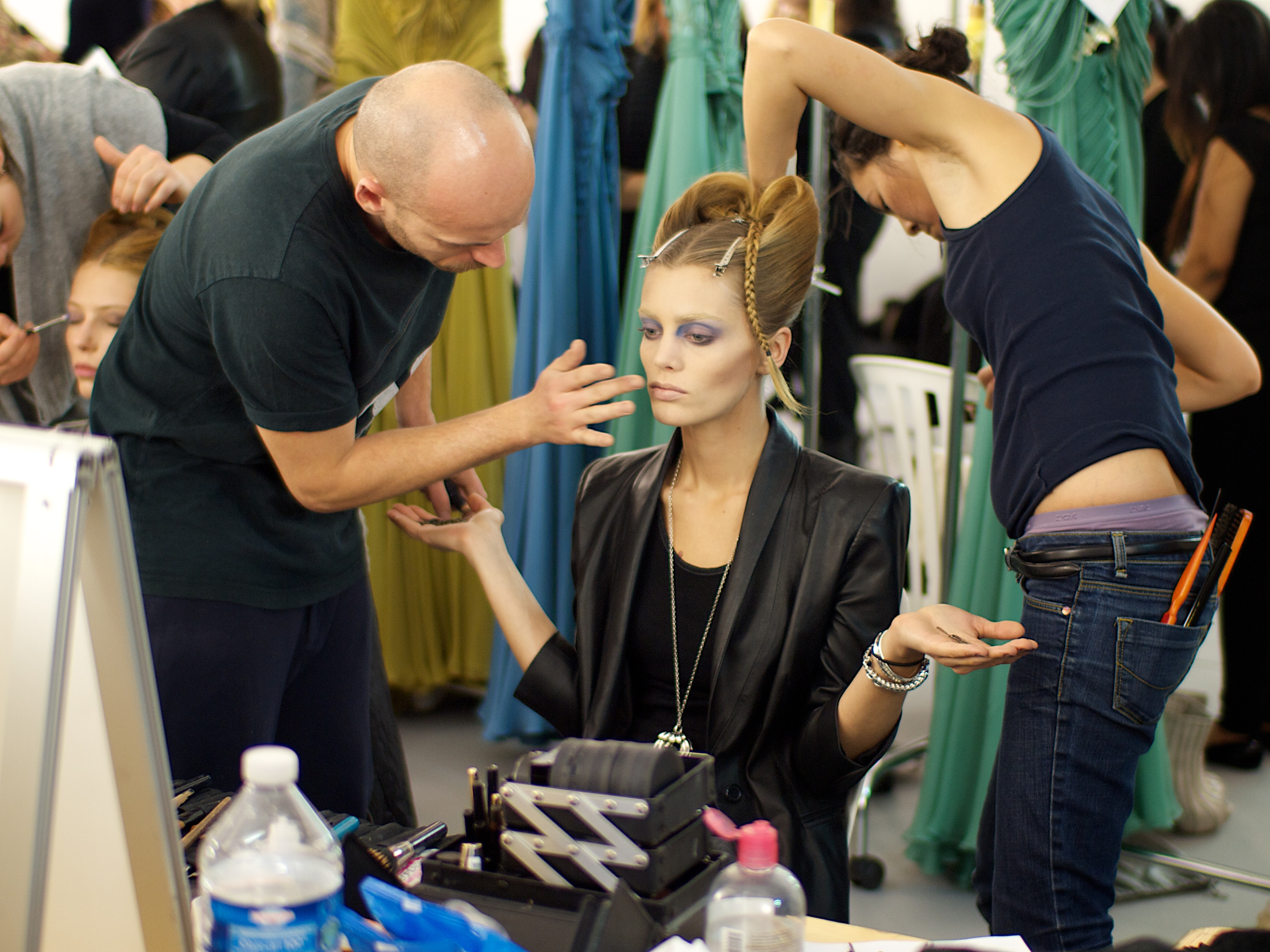
Haute Couture 2011 Tavasz–Nyár

## Chambre syndicale
A Chambre syndicale de la haute couture (szakmai kamara) szigorúan ellenőrzi az haute couture cím hasznalatát. A kritériumokat 1945-ben állították fel, de azok betű szerinti betartása máig is kötelező jelleggel bír.
Gyakran látni különös, formabontó haute couture-ruhákat a kifutón, amelyeket a kritikusok néha hordhatatlannak minősítenek. Ezek a darabok teljesen egyediek, általában megrendelésre vagy egy bizonyos alkalomra, kizárólag kiváló minőségű anyagokból készülnek. Egy ilyen luxusviseleten mindent kézzel dolgoznak ki, még az utolsó gomb mintáját is külön a ruhához tervezik, és nem ritkán meghökkentően drága anyagokat, például gyémántot vagy aranyat használnak fel hozzá.
A kifutókon bemutatott haute couture-darabokat ritkán sikerül eladni, leginkább csak a divatház presztízsének emelését szolgálják. Igazi profitot inkább a prêt-à-porter – a mindennapi viseletre tervezett, sorozatgyártott – kollekciók hoznak.

### Tagjai
A 2017 tavaszi szezonban a Chambre Syndicale de la Haute Couture hivatalos tagjai voltak:
- Adeline André
- Alexandre Vauthier
- Alexis Mabille
- Coco Chanel
- Christian Dior
- Franck Sorbier
- Giambattista Valli
- Givenchy
- Jean-Paul Gaultier
- Julien Fournié
- Maison Margiela
- Schiaparelli
- Stéphane Rolland
- Yiqing Yin

## Fordítás
Ez a szócikk részben vagy egészben  a   Haute_couture című angol Wikipédia-szócikk ezen változatának fordításán alapul.  Az eredeti cikk szerkesztőit annak laptörténete sorolja fel. Ez a jelzés csupán a megfogalmazás eredetét és a szerzői jogokat jelzi, nem szolgál a cikkben szereplő információk forrásmegjelöléseként.